# ماکینو ساداناگا
ماکینو ساداناگا (به ژاپنی: 牧野 貞長 Makino Sadanaga); ۲۱ نوامبر ۱۷۳۳ – ۳۰ سپتامبر ۱۷۹۶) سامورایی و روجو در دوره ادو اهل ژاپن بود.